# Kim Bok-dong
Kim Bok-dong, née le 19 avril 1926 et morte le 28 janvier 2019 en Corée du Sud, est une militante coréenne. Elle fait partie des 200 000 femmes de réconfort qui ont été contraintes à l'esclavage sexuel par l'armée japonaise, pendant la Seconde Guerre mondiale. Depuis 1992, elle demande justice et réparation au gouvernement japonais pour la reconnaissance des victimes.

## Biographie
Kim Bok-dong est née à Yangsan, près de Busan, en Corée du Sud en mars 1926. Sa famille d'abord riche doit ensuite faire face à la pauvreté, ce qui contraint Kim Bok-dong à arrêter ses études. Son père décède quand elle a huit ans. Elle est la quatrième de six filles. 
La Corée est une colonie japonaise depuis 1910. Entre 1931 et 1945, l'armée japonaise a systématiquement recruté, enlevé, prostitué des femmes des pays occupés pour les mettre à disposition de ses troupes. En 1941, un Japonais et deux chefs de villages coréens proposent à Kim Bok-dong, alors dans sa quinzième année, de soutenir l'effort de guerre en travaillant dans une usine de confection de vêtements militaires, pour une durée de trois ans. Si elle ne s'y soumet pas, les membres de sa famille seront considérés comme traîtres et déportés. Les autorités japonaises font signer un document à sa mère qui ne sait pas lire. Pendant un mois, Kim Bok-dong, avec d'autres jeunes femmes, est envoyée à Taiwan. Puis, elle est envoyée dans une maison de réconfort, ianjo en japonais, dans la province du Guangdong, dans le sud de la Chine. Elle est contrainte de servir sexuellement tous les jours les soldats de l'armée nippone. Toujours contrainte à l'esclavage sexuel, elle est ensuite envoyée dans différents territoires occupés par les japonais : Hong Kong, Singapour, l'Indonésie et la Malaisie. Cinq ans plus tard, à l'âge de 20 ans et après la guerre, Kim Bok-dong est de retour dans sa ville natale. Après la Guerre de Corée, elle possède et exploite avec succès un restaurant à Busan, où ses sœurs plus âgés se sont installées. Kim Bok-dong se marie. Elle n'a pas d'enfant et pense que les violences sexuelles subies en sont la cause. Ce n'est qu'après la mort de son mari qu'elle commence à parler du calvaire qu'elle a vécu.
Depuis 1992, elle demande justice et réparation au gouvernement japonais pour les femmes coréennes qui ont été contraintes à l'esclavage sexuel pendant la guerre.

## Lutte pour la reconnaissance des victimes
Kim Bok-dong déclare : « Même quand je suis retournée dans mon pays, cela n'a jamais été une véritable libération pour moi ». En 1991, Kim Hak-sun rompt le silence et raconte le calvaire des femmes de réconfort. Un an après, Kim Bok-dong détaille ce qui lui est arrivé quand elle était une esclave sexuelle, au service des soldats nippons. Depuis 1992, elle participe à la manifestation du mercredi, qui a lieu chaque mercredi à midi en face de l'Ambassade du Japon, à Séoul.  Elle a pour but d'obtenir justice et réparation du gouvernement japonais pour les femmes coréennes qui ont été contraintes à l'esclavage sexuel pendant la guerre. Plus de 200 000 femmes ont été contraintes de servir l'armée japonaise. En 2014, il ne reste que 50 survivantes.
En 1993, Kim Bok-dong assiste et  témoigne à la Conférence des droits humains à Vienne, en Autriche. Elle travaille avec le Conseil coréen pour les femmes recruté par le Japon pour l'esclavage sexuel militaire (KCWD). Kim Bok-dong et Gil Won-ok proposent de consacrer l'argent qu'elles ont reçu pour réparation, afin de venir en aide à toutes les femmes victimes de violences sexuelles en temps de guerre. Avec le KCWD, elles créent la fondation Butterfly. En 2012, Rebecca Masika Katsuva, victime de viol pendant la guerre du Congo est la première femme que la fondation soutient.  La fondation vient en aide aux femmes vietnamiennes victimes de viols par les soldats coréens entre 1964 et 1973. Elle intervient en Bosnie auprès des femmes victimes de viols systématiques de la population musulmane par les soldats serbes.

## Création artistique
En 1992, Kim Bok-dong vit dans la Maison du Partage dans la ville de Busan. Ayant participé à un programme d'art-thérapie, elle commence à peindre. Son œuvre raconte son histoire pour les générations futures. Ses créations artistiques de la Maison de Partage font partie du programme de sensibilisation et d'éducation sur la question des femmes de réconfort. Dans sa démarche artistique, elle aborde les thèmes suivants : ses souvenirs d'enfance, l'esclavage sexuel dans l'armée Japonaise, sa vie actuelle et ses sentiments. Elle travaille la peinture, la gravure sur bois et le fusain. Ses œuvres comprennent Le Jour où une Fille de 14 ans est enlevée (1998), Que les Jeunes se dérobent, et soudain, je suis vieille et grise (1998), le Japon n'a pas d'intrusion - Dok Île est notre terre (1998), et Les feuilles de cet arbre décharné fleuriront un Jour (1998).